# Interkozmosz–24
Interkozmosz–24 (IK-24) – Aktivny-IK – szovjet  tudományos műhold, a szocialista országok közös Interkozmosz űrprogramjának egysége.

## Jellemzői
1989. szeptember 28-án a Pleszeck űrrepülőtérről egy Interkozmosz hordozórakéta a Ciklon-3 (11K68) – 79. eredményes felbocsátás – segítségével indították Föld körüli, közeli körpályára. Az orbitális egység pályája 82.2 fokos hajlásszögű (majdnem sarki pálya), elliptikus pálya-perigeuma 500 kilométer, apogeuma 2500 kilométer volt. Energiaellátását akkumulátorok és napelemek összehangolt egysége biztosította. Hasznos tömege 1000 kilogramm. Pályaelemei következtében elvileg korlátlan élettartamú.
A SAS-kísérletben (1989–1991) – geofizikai műszer (elektromágneses hullámok mérésére) – az  Eötvös Loránd Tudományegyetem (ELTE) és a Budapesti Műszaki és Gazdaságtudományi Egyetem (BME) Mikrohullámú Híradástechnikai Tanszék kutatói regisztrálták az IK–24 műhold fedélzetén mért VLF-jeleket.
A Csehszlovák Magion–2 elnevezésű ionoszférakutató műhold levált az Interkozmosz–24-ről, önálló feladatokat hajtott végre. Pályáját egy prizma (0.3×0.3×0.15 centiméter) kapcsolaton keresztül igazította az anyaműholdhoz. Hasznos tömege 50 kilogramm.